# ノミック
ノミック（英: Nomic）とは、法哲学者のピーター・スーバー（英: Peter Suber）によって1982年に考案された対話型ゲームである。参加者の投票によってルール自身を改変することができるという特徴があり、現代における司法や立法の仕組みを模している。
ノミックという名前は、ギリシャ語で規範を意味するノモス（古希: νόμος）から採られた。現代の司法制度における法解釈の問題のように、ルールの変更が可能なシステムでは、結果として得られるルールが互いに矛盾したり、何がルールに合致しているかの判断が難しい場面が生じ得るということを端的にモデル化しているからである。
オリジナルのルール集はスーバー自身によって考案され、『サイエンティフィック・アメリカン』1982年6月号、ダグラス・ホフスタッターによるコラム『メタマジック・ゲーム』にて最初に紹介された。スーバーはノミックについて次のように述べている。
ノミックは、それ自身のルール変更を手番とするゲームだ。その点において、その他の多くのゲームとは趣を異にしている。ノミックではまず、ルールの変更を提案し、その可否について議論を尽くし、投票の後、最終的に何が可能で不可能かを決定し、新たなルールが施行される。当然、このゲームの核も変更の対象となり得る。—ピーター・スーバー、『自己修正のパラドックス ― 論理、法律、全能、変化の研究（The Paradox of Self-Amendment: A Study of Law, Logic, Omnipotence, and Change）』、

## 遊び方
ノミックは、二人以上のプレイヤーと、紙と鉛筆、サイコロ一つが（少なくとも競技開始時には）必要である。プレイヤーは円を囲い、時計回りの順に手番が回される。それぞれの手番において、プレイヤーは決められた初期ルール集に則って変更したいルールを提案し、他のプレイヤーはその変更を可決するかを投票によって決める。その後、そのプレイヤーが得る得点をサイコロによって決める。ルールの変更が採択された場合、投票時に明文化されていた形で発効する。初期ルールを含めたいかなるルールも、その手順の煩雑さに差はあるものの、変更可能である。それゆえに、ゲーム展開は目まぐるしく変化していく。
スーバーの初期ルール集では、それぞれのルールに可変もしくは不変という属性が付加されている。不変ルールは可変ルールよりも優先され、それらを変更または削除するには、予め可変ルールへと転換する必要がある。
ルール変更とは次のいずれかを指す。 
1. 可変ルールの制定、破棄、または修正
2. 修正の破棄または修正の修正
3. 不変ルールから可変ルールへの転換、またはその逆

スーバーの初期ルール集における勝利条件は100ポイント先取だったが、彼は「プレイヤーが自分の好みに応じてすぐに修正するよう意図的に退屈なルールにした」と述べている。プレイヤーはルールを変更して、得点を無意味なものにしたり、実際の通貨を得点として用いたり、勝利そのものをプレイヤーの最終目的ではなくすることも可能である。また勝利条件や「ルールには従わなければならない」というルールをも含む、ゲーム内のあらゆるルールが変更可能である。しかしルール集に抜け穴があると、最初のプレイヤーが必ず自らが勝てるように都合よくルール変更を仕掛ける可能性がある。スーバーの初期ルール集は、このようなたった一つのルール変更でゲームの連続性が破られない程度に長く複雑に設計されており、またルールの正当性を判断するための裁判制度も定められている。

### オンライン上でのプレイ
ノミックはオンライン上でのプレイに特に適している。1ゲームは非常に長く続く可能性があり、例えばAgoraNomic.orgは1993年から稼働し続けている。このような場合、ルール集が非常に複雑なものとなり、新しいプレイヤーが参入しづらい状態になるという点で、ゲーム期間の長さは深刻な問題となり得る。BlogNomicでは、ゲームを「王朝」に分割することでこの問題を回避している。つまり、勝者が出るたびに新しい王朝が始まり、少数の特別な例を除くすべてのルールが廃止される。これにより、ゲームを比較的シンプルな状態に留めることができる。2022年4月現在は19代目の王朝が建立されている。その他にも、Discordやウィキ、ポッドキャストを用いて運営されているノミックも存在する。
ノミックは、そのルールの制定のされ方によって、どのようなゲーム性を持つかが根本的に変わる。例えば、ThermodyNomicでは、ルール変更を慎重に執り行うための初期ルール集を設けることで、プレイヤーが悪用できる抜け穴を創り出すようなルールが採択されることはほとんど無かった。このような場合、それぞれのプレイヤーは、ルール集の矛盾を避け、特定の得点を獲得するなど、ルールによって制定された勝利条件を正当に達成することによって勝者になろうとする。いわば通常のゲームに近い。B Nomicでは対照的にルール変更のハードルを限りなく低くすることによって、ルール集をパラドックスに陥れることで勝利を掠め取ろうとする、策略型のゲームに近いものとなっている。プレーヤーの一人は、B Nomicにおけるルール提案を「理屈の手榴弾を投げるに等しい」と表現している。

## バリエーション
ノミックは、初期ルール集の異なる様々なバリエーションが考案されている。例えば、得点計算にサイコロを振る代わりに、提案したルールが可決されたかどうかに応じて決定する、ただ一つのルールで始める、民主的な投票ではなく独裁制から始める、あるいはノミックをチェスといった既存のゲームと組み合わせる、などがある。ルールが人間ではなくプログラムによってよって解釈されるバージョンも存在する。この場合、ルールはプログラミング言語のような形式言語によって記述する必要がある。Nomyxがその一例である 。オンラインやプレイバイメールで遊びやすくするために、手番は名前のアルファベット順で行う、あるいは手番に順序を設定せず、各プレイヤーはいつでもルール変更を提案することができるといったバージョンも考えられる。

### ミニマムノミック（Minimum Nomic）
Masaomi Hatakeyamaによって考案された初期ルール集。スーバーの初期ルール集は29個からなり、覚えづらいため、ゲームの本質を損なわない程度に9個の可変ルールに簡略化されている。
- 101：すべてのプレーヤーはその時点で効力のあるすべてのルールを守らなければならない。この初期ルール集にあるルールはゲーム開始時点で効力をもつ。
- 102：ルール変更とは、ルールの制定、破棄または修正、のことをさす。
- 103：プレーヤーは時計回りに手番が回ってくる。
- 104：手番の中で行うことは、ルール変更を一つ提案し、それを投票にかける。
- 105：ルール変更は投票が有権者の間で満票であった場合にのみ採択される。
- 106：採択されたルール変更は、その採択を行った投票の直後、直ちに発効する。新しく制定されたルールは201番から順次付けられる。一度破棄されたルールの番号は永久欠番とする。
- 107：プレイヤーは常に一票の投票権を持つ。
- 108：二つ以上のルールが矛盾するとき、最も若い番号のルールが優先する。
- 109：プレイヤー間で、ルールの合法性・解釈・適用に関して意見の不一致があった場合、現在手番になっているプレイヤーの右隣のプレイヤーが判事となり、判決を下す。（このような手続きを裁判と呼ぶ）判事の判決は、次の手番の直前に行う投票で、当該判事以外の全員一致を見ない限りくつがえされない。判決がくつがえされた場合、その判事のさらに右隣のプレイヤーが新たな判事となり、再度裁判を行う。以下同様。